# Ploceus aureonucha
Ploceus aureonucha е вид птица от семейство Ploceidae. Видът е застрашен от изчезване.

## Разпространение
Видът е разпространен в Демократична република Конго.